# Nordingrå kyrka
Nordingrå kyrka är en kyrkobyggnad vid Vågsfjärdens norra strand. Den är församlingskyrka i Nordingrå församling i Härnösands stift. Strax norr om kyrkan ligger resterna av en gammal stenkyrka.

## Gamla kyrkan

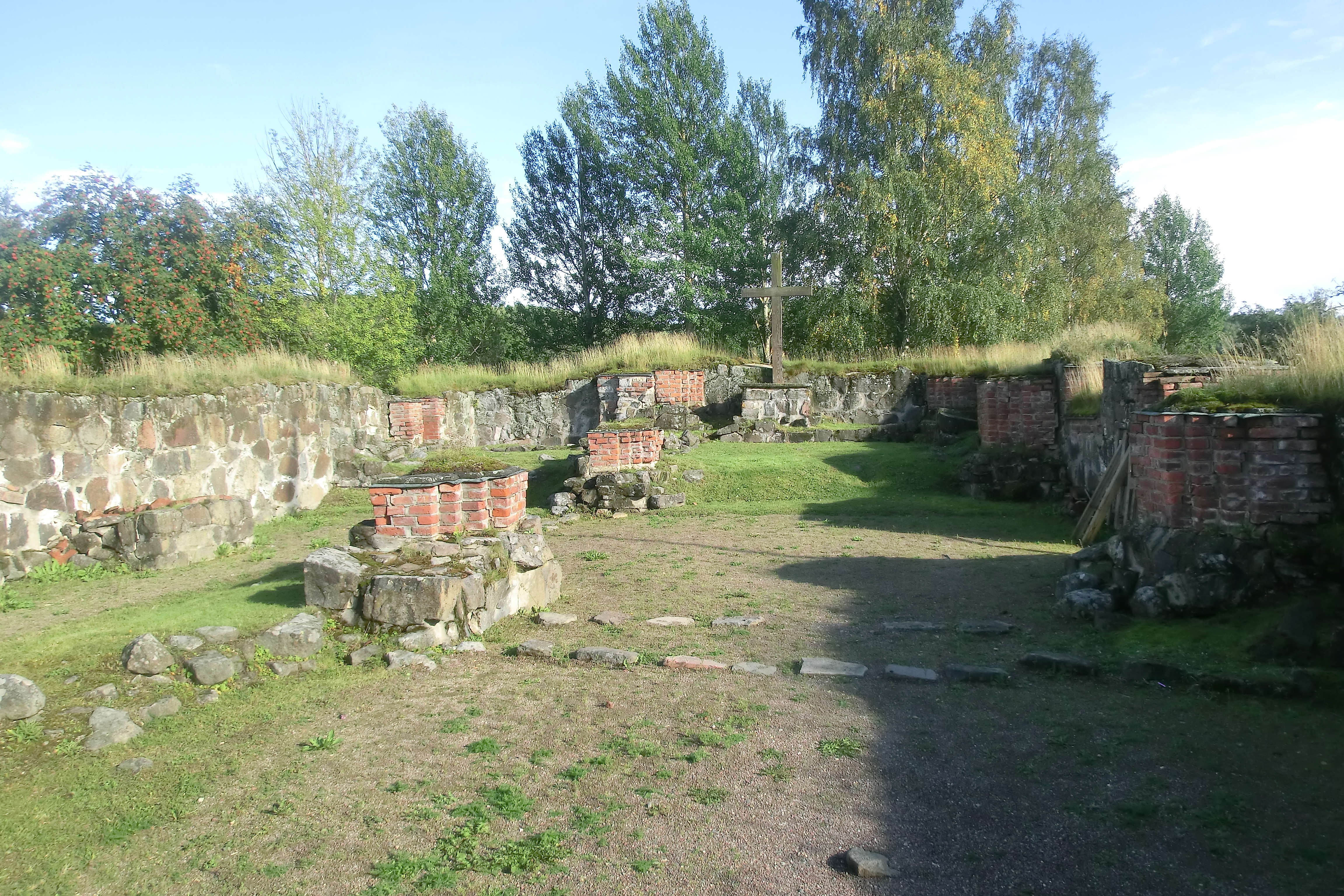
Av den gamla kyrkan finns idag bara en ruin.

Gamla kyrkan som saknade torn uppfördes troligen under början av 1200-talet. Ursprungligen hade kyrkobyggnaden invändigt måtten 7 x 7 meter och var försedd med ett smalt kor. Kyrkan kom att utvidgas i omgångar tills den rymde 600 personer och blev Ångermanlands största medeltidskyrka.
Vid slutet av 1700-talet var kyrkan rätt förfallen. Förfallet gick så långt att valvet ovanför koret rasade ned och krossade flera gravstenar. Vid en häradssyn 1795 dömdes kyrkan ut och församlingen ålades att göra en stor ombyggnad. Eftersom befolkningen hade blivit så talrik fattades beslut att en ny kyrka skulle byggas och den gamla rivas. Prosten ville gärna bevara den gamla medeltida kyrkan. När prosten var bortrest på ståndsriksdag i Stockholm så passade man på att riva gamla kyrkan och slapp därmed underhålla två kyrkobyggnader.

## Nuvarande kyrka
Nuvarande kyrkobyggnad uppfördes 1820 - 1825 under ledning av byggmästare Simon Geting. Inte förrän 23 augusti 1829 invigdes kyrkan av biskop Erik Abraham Almquist. Kyrkobyggnaden är rektangulär med ett torn vidbyggt i mitten av norra långsidan. Tornets nedersta våning var från början sakristia varifrån en spiraltrappa gick upp till predikstolen. Senare byggdes en ny sakristia på östra gaveln. År 1920 genomgick kyrkan en grundlig restaurering. Ursprungligen var kyrkan byggd för att rymma 1300 personer, men omdisponerades 1989 när en lillkyrka inreddes under orgelläktaren.

## Inventarier
- Altaruppsats och predikstol iordningställdes år 1828 av Jonas Edler.
- Av den gamla kyrkans inventarier finns bevarat ett altarskåp som tillverkades 1510 Jan Bormans verkstad i Bryssel. Skåpet har skulpturbilder och dörrar med bibliska målningar.
- Också från 1500-talet finns bevarat ett processionskrucifix av förgylld koppar.
- Apostlafigurer härstammar från 1600-talet.
- En brudbänk tillverkades på 1750-talet.
- Från vår egen tid finns en dopfunt av mässing tillverkad av Erik Ahlenius i Nordingrå efter en skiss av stadsarkitekten Hans Schlyter i Sundsvall.